# Good Vibrations (Marky Mark and the Funky Bunch)
Good Vibrations is een nummer van de Amerikaanse muziekgroep Marky Mark and the Funky Bunch uit 1991. Het is de eerste single van hun debuutalbum Music for the People.
Het nummer bevat een sample uit Love Sensation van Loleatta Holloway, vandaar dat zij en Relight My Fire-zanger Dan Hartman (die aan dat nummer heeft meegeschreven) vermeld staat op de credits. "Good Vibrations" leverde Marky Mark, die later bekend werd als acteur, meteen een wereldhit op. Het bereikte de nummer 1-positie in de Amerikaanse Billboard Hot 100. In de Nederlandse Top 40 bereikte het nummer de 10e positie, en in de Vlaamse Radio 2 Top 30 de 8e.